# Герб Путивльського району
Герб Пути́вльського райо́ну — офіційний символ Путивльського району Сумської області, затверджений 27 вересня 2002 року на 3 сесії районної ради.
Автор — А. Ґречило.

## Опис
Геральдичний щит заокруглений. Поле щита червоне, на срібному мечі, зображеному в стовп вістрям вгору, — золота ламана балка, яка вказує на історичне прикордонне розташування Путивльщини і зведення на її території системи укріплень у середні століття і в пізніші часи. По обидві сторони вгорі — по золотому жолудю з двома листочками, а внизу — по золотому колоску. 
Жолуді з листочками відображають багаті ліси на території району, колоски уособлюють сільське господарство, яким переважно зайняті місцеві жителі, а червоне поле і меч підкреслюють давні бойові традиції в боротьбі проти загарбників при обороні рідного краю (зокрема — історичний партизанський рух).